# Ératosthène
Pour les articles homonymes, voir Ératosthène (homonymie).

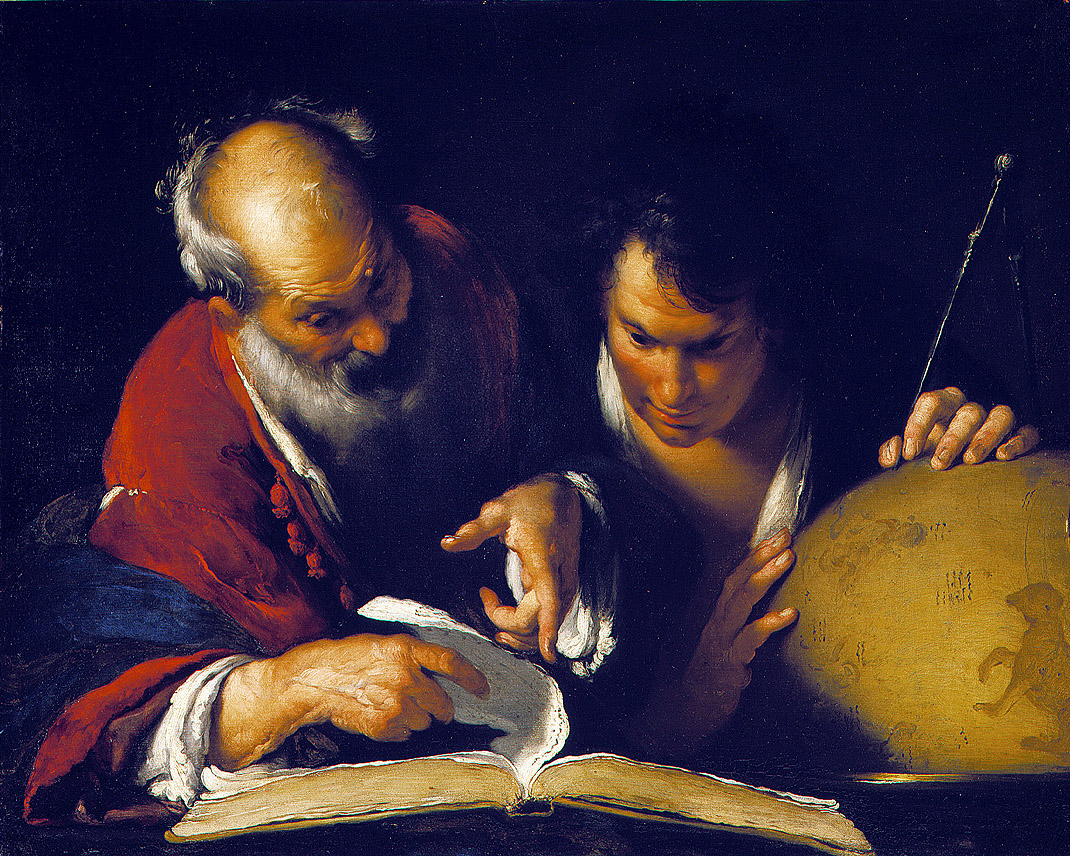
Ératosthène enseignant à Alexandrie par Bernardo Strozzi, 1635.

Ératosthène ou Ératosthène de Cyrène (en grec ancien Ἐρατοσθένης / Eratosthénês), né  vers 276 av. J.-C. à Cyrène et mort vers 194 av. J.-C. à Alexandrie, est un astronome, géographe, philosophe et mathématicien grec. Érudit reconnu par ses pairs, il est nommé directeur de la bibliothèque d'Alexandrie par le roi d'Égypte Ptolémée III vers 245 av. J-C.
Il est particulièrement connu pour son évaluation de la circonférence de la Terre très proche de la réalité grâce à un calcul géométrique, fondé sur la longueur de l'ombre à midi le jour du solstice de juin en un endroit situé sur un méridien donné à une distance connue du Tropique du Cancer, où à cette heure précise, il n'y a aucune ombre, le Soleil se trouvant exactement à la verticale.
Considéré comme le plus grand savant du IIIe siècle av. J.-C., il est l'inventeur de la géographie, terme encore utilisé de nos jours.

## Biographie

### Sources
La principale source sur la vie d'Ératosthène est la notice qui lui est consacrée dans la Souda. 
D'autres mentions sont présentes chez Strabon (I, 21), Denys de Cyzique (Anthologie grecque, VII, 78), Lucien de Samosate (Longues Vies, 27), Vitruve (De architectura IX, 1) ; Censorin (De die natali, chap. XIII, XV, XXI), Athénée de Naucratis (Le Banquet des Savants, VII), Clément d'Alexandrie (Stromates, I, 16) et Suétone (Grammairiens et rhéteurs, 10).

### Origines familiales et formation  initiale
Fils d'Aglaos, originaire de Cyrène en Libye, il naît durant la 126e olympiade (entre -276 et 272 av. J.-C.). 
Sa ville natale est une cité grecque, issue de la colonisation de l'époque archaïque. Il y reçoit une éducation sous la direction de Lysanias, un grammairien auteur de commentaires sur Homère. 

### Études à Alexandrie et Athènes
Il part à Alexandrie, où il est élève de Callimaque de Cyrène, puis à Athènes où il suit les cours du Portique (d'orientation stoïcienne), ceux d'Arcésilas de Pitane, un élève de Platon, du philosophe stoïcien Ariston de Chios. Il reçoit ainsi une formation intellectuelle éclectique pendant un séjour de près de vingt ans, au cours duquel il révèle de multiples talents[pas clair].

### Retour à Alexandrie
En 245 ou en 234, il est appelé à la tête de la bibliothèque d'Alexandrie par Ptolémée III, roi d'Égypte de la dynastie grecque des Lagides. Il est aussi nommé précepteur du prince Ptolémée. 
Il acquiert une grande notoriété qui apparaît dans ses surnoms, peut-être en partie ironiques : « l'estrade » (car il est souvent le deuxième dans les différentes disciplines intellectuelles), « le nouveau Platon », « l'athlète complet » (pentathlos), d'après la Souda. 
Il s'est entretenu avec Archimède, qui le loue pour ses qualités intellectuelles (Lettre Introductive à la méthode). 
Il a des élèves : Aristophane de Byzance, Mnaséas (en), Ménandre et Aristis. Son seul disciple connu est Aristophane

### Mort
Il vit jusque sous le règne de Ptolémée V. 
La légende raconte qu'il se laissa mourir de faim sur ses vieux jours (vers −196 / −190) parce que, devenu aveugle, il ne pouvait plus admirer les étoiles,.

## Travaux

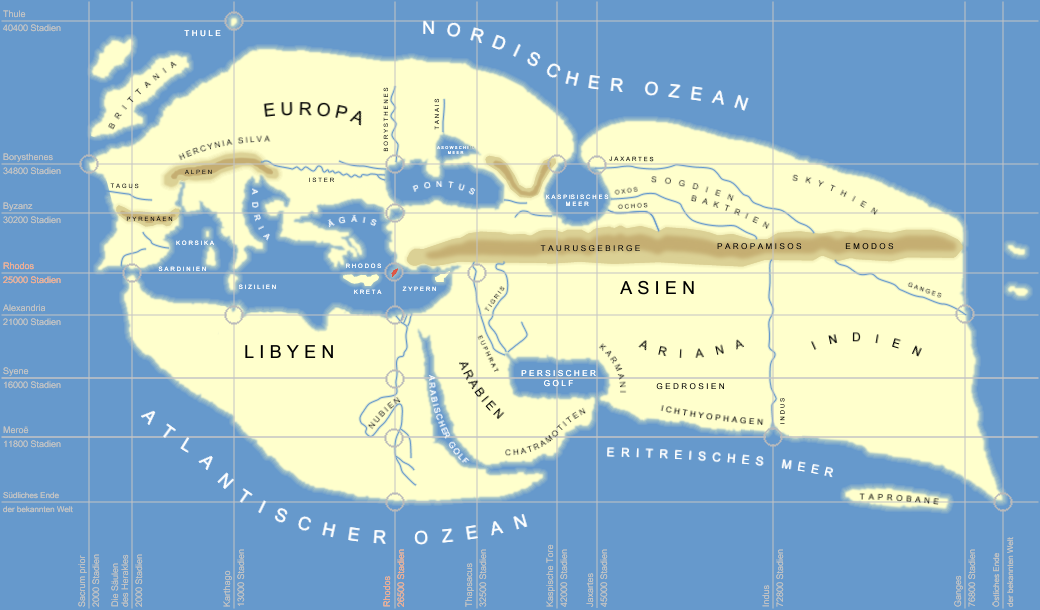
Le monde selon Ératosthène.

Ératosthène a écrit selon la Souda des œuvres philosophiques et historiques, nommées Astronomie ou Catastérismes, Les Sectes philosophiques, L'Absence de Peine, des dialogues et des œuvres philologiques.
Klaus Geus (de) voit plusieurs qualités dans Ératosthène : un auteur de dialogue philosophique, un poète, un platonicien, un astronome, un géographe, un philologue, un philosophe, un chronographe et un historien. C'est surtout un savant et un philologue, potentiellement le premier éditeur de textes scientifiques. Il est grandement estimé par Strabon, Pline l'Ancien, Lucien de Samosate et Macrobe. Sa réputation intellectuelle contraste fortement avec le peu de textes transmis, seulement deux épitomés (Catastérismes et la Mesure de la Terre) et quelques fragments.

### Mathématiques
Mathématicien, Ératosthène a établi le crible d'Ératosthène, méthode qui permet de déterminer (par exclusion des nombres composés) tous les nombres premiers jusqu'à une borne donnée à l'avance. Il travaille sur le problème de la duplication du cube, et imagine le mésolabe, instrument propre à connaître les moyennes proportionnelles,.

### Astronomie
En tant qu'astronome, Ératosthène a mis au point des tables d'éclipses et un catalogue astronomique de 736 étoiles. Il démontra l'inclinaison de l'écliptique sur l'équateur et fixe cette inclinaison à approximativement 23° 51'.

#### LesCatastérismes
Cette section ne s'appuie pas, ou pas assez, sur des sources secondaires ou tertiaires indépendantes du sujet. Le texte peut contenir des analyses inexactes ou inédites de sources primaires.
Pour l'améliorer, ajoutez-en, ou placez des modèles {{Source secondaire souhaitée}} ou {{Source secondaire nécessaire}} sur les passages mal sourcés. (juillet 2025)
Ses Catastérismes, sa plus volumineuse œuvre, sont l'un des seuls épitomés qui ont survécu. Ils souffrent d'une transmission complexe, au point même qu'ils sont qualifés d'apocryphes. Le texte en question a subi plusieurs rédactions et interpolations depuis Ératosthène. Sa forme abrégée date du IIe siècle. C'est un recueil, sans préface ou introduction, rédigé à Alexandrie, de 44 notices individuelles sur les constellations avec des récits. Soit 42 chapitres sur les constellations, le 43e traitant des planètes et le dernier de la voie lactée. L'ordre suit des secteurs des constellations, à travers l'observation. Ératosthène utilise des supports imagés, voire un planisphère ; l'absence d'harmonisation rend ce travail un peu confus. Les figures mentionnées ont déjà été découvertes. Plusieurs astérismes sont inclus dans une constellation rendant le nombre supérieur à 42. L'ouvrage est probablement illustré.
Chaque récit suit une même organisation : une première partie propose le récit mythologique de la catastérisation, et la seconde décrit l'image à travers la disposition des étoiles appartenant à la constellation ou « astrothésie ». Soit une « mythastronomie » pour expliquer la dénomination. Le titre de Catastérismes est complexe à interpréter, il désigne les héros, animaux, objets placés parmi les étoiles (catastérisés) ou l'invention des constellations. La valeur scientifique est faible. Il énumère 736 étoiles positionnées, parmi les 3 000 qui sont visibles à Alexandrie. Il sélectionne les étoiles par un repère, les critères sont un grand éclat, une figure marquante ou un lever significatif pour l'heure ou la saison. L'étude de l'heure du lever des étoiles et de leur durée, thème scientifique majeur dans l'Antiquité, est complètement absent. De même que le traité n'emprunte pas aux grandes œuvres mathématiques qui l'ont précédé : Autolycos de Pitane, Euclide, Aristarque de Samos, Archimède ou Apollonios de Perga. Plusieurs astérismes sont présents, les plus nombreux sont les Poissons (39 étoiles) et le Verseau (48 étoiles). Il évoque la religion à travers l'assimilation des divinités astrales comme l'Apollon solaire, Hermès et Orphée ainsi que la croyance dans la continuité supra-lunaire. Le corps de l'ouvrage de cette partie est conservé dans l'épitomé.
Sa transmission et les influences ultérieures sont complexes et en gênent la reconstitution. Les parties de mythographies et astrothésies (mythes et catalogues d'étoiles) sont issues de deux milieux différents. Le traité est très proche des Phénomènes d'Aratos, suivant le même ordre de présentation. Aratos est très utilisé dans la littérature, même latine, et bénéficia de nombreux commentaires et scholies, dont les Aratea de Germanicus et d'Aviénus ainsi que des fragments de Cicéron. Cet ensemble composite et très souvent remanié est nommé Scholies à Germanicus ou Aratus Latinus. Cet ensemble est probablement publié dans le même codex que les Catastérismes mais dont l'abréviation est absorbée par le texte d'Aratos. Cet ensemble devait inclure les Commentaires aux Phénomènes d'Aratos, un sommaire de catalogues d'étoiles d'Hipparque, un court épitomé nommé Fragmenta Vaticana, les écrits d'Eudoxe et une liste anonyme des constellations attribuée à tort à Ératosthène. Le traité a été rédigé avant l'Astronomie d'Hygin, dont les livres II et III citent abondement les Catastérismes complètes, permettant de compléter des lacunes.

### Histoire
En histoire, Ératosthène continue les recherches de Manéthon sur l'Égypte antique et dresse une chronologie des rois thébains. Il est l'un des premiers savants, avec Hipparque, à prendre en considération les déclarations, témoignages de son périple, et surtout les observations astronomiques de Pythéas ; au fil du temps, ces récits sont apparus crédibles.

### Géographie
Les études d'Ératosthène portent sur la répartition des océans et des continents, les vents, les zones climatiques et les altitudes des montagnes. On lui attribue le terme géographie,,. Il laisse une carte générale de l'écoumène qui a longtemps été l'unique base de la géographie.

#### Mesure de la circonférence de la Terre

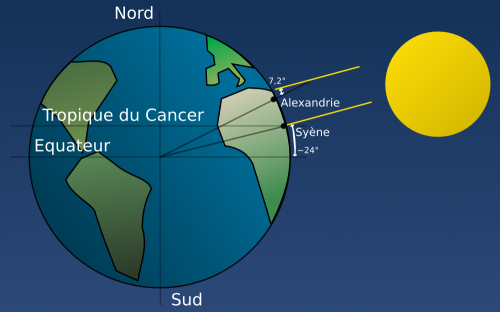
Calcul de la circonférence de la Terre.

L'ouvrage d'Ératosthène La mesure de la terre (In libri dimensionum) compte 68 fragments, mêlant astronomie et géographie.
On attribue en général l'idée de la sphéricité de la Terre à l'école pythagoricienne ou à Parménide dès le VIe siècle av. J.-C. La Terre est déjà considérée comme sphérique par Platon (Ve siècle av. J.-C.) et par Aristote (IVe siècle av. J.-C.). La plus ancienne estimation de la circonférence de la Terre qui nous soit connue, avant Ératosthène, est rapportée par Aristote et s'élève à 400 000 stades (~ 60 000 km). Aristophane (Ve siècle av. J.-C.) évoque la possibilité d'une mesure de la Terre par la géométrie,. La seconde estimation connue de la circonférence de la Terre est celle rapportée par Archimède.
La mesure de la circonférence de la Terre par Ératosthène a été rapportée par Strabon, Vitruve, Pline l'Ancien, Censorin, Macrobe et Martianus-Capella. La méthode utilisée par Ératosthène est aussi décrite par Cléomède dans sa Théorie circulaire des corps célestes.
Ératosthène déduisit la circonférence de la Terre, (ou méridien terrestre) d'une manière purement géométrique vers 230 av. J.-C.. Après avoir établi que la figure de la Terre est une sphère (I, 8) dont le centre est celui de la sphère céleste (I, 9), Cléomède s'intéresse à sa mesure (I, 10). Pour ce faire, il compare deux méthodes (I, 10, 1), celle de Posidonios (I, 10, 2) et celle d'Ératosthène (I, 10, 3-5). Cléomède qualifie celle-ci de géométrique : elle consiste, en effet, en une application du théorème, attribué à Thalès par Proclus dans son commentaire sur le premier livre des Éléments d'Euclide, et selon lequel « les droites qui tombent sur des parallèles produisent des angles alternes égaux ».
Pour exposer la méthode, Cléomède énonce cinq hypothèses :
1. Syène (aujourd'hui Assouan) et Alexandrie sont sur le même méridien ;
2. elles sont distantes de 5 000 stades ;
3. les rayons envoyés par le Soleil arrivent sur Terre parallèles entre eux ;
4. les droites sécantes des parallèles forment des angles alternes égaux ;
5. les arcs de cercle qui reposent sur des angles égaux sont semblables.

Puis Cléomède déduit de sa première hypothèse qu'en mesurant le « grand cercle de la Terre » passant par Alexandrie et Syène, on obtient la circonférence terrestre. Puis Cléomède fait remarquer qu'au solstice d’été, à Syène qui se situe sur le tropique du Cancer, les gnomons des cadrans solaires hémisphériques (ou scaphé) sont sans ombre, alors qu'au même moment, ceux situés à Alexandrie projettent une ombre dont la longueur mesurée correspond à environ 1/50e du périmètre total de la sphère du scaphé. Puis Cléomède déduit de ses hypothèses 3, 4 et 5 que la distance entre Syène et Alexandrie représente 1/50e de la circonférence terrestre. Puisqu'elles sont distantes de 5 000 stades (hypothèse 2), il conclut que la circonférence terrestre vaut : 50 × 5 000 = 250 000 stades.
Ainsi, Ératosthène compare l'observation qu'il fait sur l'ombre de deux objets situés en deux lieux, Syène (aujourd'hui Assouan) et Alexandrie, considérés comme étant sur le même méridien, le 21 juin (solstice d'été) au midi solaire local. C'est à ce moment précis de l'année que dans l'hémisphère nord le Soleil occupe simultanément, dans les deux lieux, la plus haute position au-dessus de l'horizon. Or, dans une précédente observation, Ératosthène remarque qu'il n'y a aucune ombre à cette heure dans un puits à Syène (ville située à peu près sur le tropique du Cancer) à cette époque ; ainsi, à ce moment précis, le Soleil est à la verticale et sa lumière éclaire directement le fond du puits. Ératosthène remarque cependant que le même jour à la même heure, un gnomon situé à Alexandrie forme une ombre ; le Soleil n'est donc plus à la verticale. En comparant l'ombre et la hauteur du gnomon, Ératosthène déduit que l'angle entre les rayons solaires et la verticale est de 1/50 d'angle plein, soit 7,2 degrés (360° / 50).
Ératosthène évalue ensuite la distance entre Syène et Alexandrie à environ 5 000 stades. Une légende voudrait que les pas des chameaux aient été comptés afin d'obtenir une mesure très précise. Outre le fait qu'aucun texte ne parle explicitement de ceci (l'arpentage peut se faire avec des chameaux, réputés avoir le pas régulier, avec des odomètres, bien plus précis, ou reposer sur le temps de parcours, technique très pratiquée pour les bateaux), on comprend bien que les chiffres arrondis d'Ératosthène constituent un aveu d'imprécision. Il est souvent écrit dans les livres sur l'histoire de la géodésie et de la géologie que la distance a été approximativement estimée grâce aux caravanes de chameaux qui parcouraient ce trajet. D'après les caravaniers, Ératosthène aurait su qu'il leur fallait 50 jours pour aller de Syène à Alexandrie, et qu’en un jour un chameau parcourt en moyenne une distance de 100 stades. Selon le professeur de mathématiques Jacques Dutka, il s'agit d'un mythe véhiculé par ces livres, les caravanes de chameaux n'étant pas répandues avant l'ère chrétienne. Le seul texte tardif indiquant les sources d'Ératosthène pour cette mesure est celui de Martianus Capella, qui mentionne qu'il aurait eu recours à des arpenteurs royaux de Ptolémée. Il a également pu s'appuyer sur les données issues de l'arpentage des territoires conquis par Alexandre le Grand, qui l'a confié aux bématistes,.
Ératosthène considère comme parallèles les rayons lumineux du Soleil en tout point de la terre. Par la théorie géométrique des angles alternes-internes congrus, Ératosthène propose une figure « simple » : elle est composée d'un simple cercle ayant un angle au centre de 7,2 degrés qui intercepte un arc (reliant Syène à Alexandrie) de 5 000 stades. Si 1/50 de la circonférence mesure 5 000 stades, la circonférence de la Terre peut être évaluée à 250 000 stades.
La longueur exacte du stade utilisé par Ératosthène nous est inconnue, mais elle se déduit facilement de la distance nord-sud de 790 km entre Alexandrie et Syène, ce qui donne 158 m par stade. Si on suppose donc qu'il a utilisé le stade égyptien de 157,5 m, on obtient une circonférence de la Terre d'environ 39 375 km, mesure très proche de la réalité (les mesures actuelles donnent à l'équateur 40 075,02 km et sur un méridien passant par les pôles 40 007,864 km).
Il est célèbre pour être le premier savant dont la méthode de mesure de la circonférence de la Terre soit connue. La valeur qu'il obtient est difficile à estimer avec précision, étant donné l'incertitude sur l'équivalent métrique de l'unité utilisée, mais relativement proche de la réalité.

#### Obliquité de l'écliptique
Selon Ptolémée, Ératosthène a évalué l'arc méridien entre les deux tropiques à 11/83 d'un cercle méridien,. L'angle correspondant est le double de qu'on appelle aujourd'hui l'obliquité de l'écliptique. Ptolémée ne donne pas la méthode utilisée par Ératosthène, cependant l'angle se mesure simplement en faisant en un point donné du globe la différence entre les altitudes angulaires en plein midi du soleil aux solstices d'été et d'hiver. L'altitude du soleil peut se mesurer par l'ombre portée par un gnomon, qui peut être un simple bâton planté en terre verticalement. Les Grecs disposent d'ailleurs déjà antérieurement à Ératosthène d'une assez bonne estimation de l'obliquité de l'écliptique, évaluée à 1/15 de cercle (soit 2/15 pour la distance angulaire entre deux tropiques). La mesure des angles en degré n'apparaît chez les Grecs qu'au IIe siècle av. J.-C., mais elle permet de comparer ces valeurs à celles connues aujourd'hui. L'obliquité de l'écliptique est estimée aujourd'hui à environ 23° 26' (donc 46° 52' pour la distance angulaire entre deux tropiques). Cependant, elle évolue faiblement au cours du temps et valait environ 15' de plus à l'époque d'Ératosthène qu'aujourd'hui. Le 1/15 du cercle correspond à 24° (360/15). La valeur obtenue selon Ptolémée par Ératosthène donne un angle de 47° 42' 39", soit environ 23° 51' pour l'obliquité. Elle est donc légèrement surestimée, comme le sera encore presque quatre siècles plus tard celle donnée par Ptolémée (autour de 47° 42' 40" pour l'angle entre deux tropiques).

### Autres disciplines
Ératosthène a rédigé un traité sur les calendriers, L'Octaétéride, soit une autre théorie des calendriers en vigueur pour les mesures, ayant suggéré un jour bissextile, inclus au calendrier julien grâce à Sosigène d'Alexandrie. Il est également l'auteur d'une Géographie connue par Strabon. Il fait une Chronographie où il fixe la datation commune pour harmoniser les calendriers antiques, fixant comme événement la guerre de Troie qu'il fixe en 1184-1183. Il écrivit deux listes commentées sur les vainqueurs des Jeux olympiques, les rois de Thèbes et une Histoire des Galates en sept volumes.
Il a composé plusieurs traités de grammaire, de lexicologie, d'histoire littéraire et de commentaire, dont un sur l'Illiade, un recueil des termes sur les outils, un glossaire sur des termes d'architecture. Le plus fameux est un ouvrage sur l'ancienne comédie attique en douze livres (dont il reste des fragments grâce à la critique de Polémon d'Ilion). Seuls une centaine de vers ont subsisté pour témoigner de sa vaste poésie : Hermès (hymne mythologique en vers épique sur le dieu qui arrange les constellations), Hésiode ou Antérinys, Dionysos Bouche Ouverte, Épithalame, Érigoné (peut-être consacrée à la constellation de la Vierge) et une épigramme.
Il a écrit plusieurs traités philosophiques : Arsinoé (dialogue dramatique), Ariston (consacré à son maître), La Richesse et la pauvreté, L'Absence de peine, À Baton (Baton de Sinope), Études philosophiques, Le Bien et le mal et Les Écoles philosophiques. Il est plutôt éclectique et n'est pas dogmatique.

## Éditions des œuvres d'Ératosthène

### Fragments
Ératosthène a composé une Description de la Grèce, un précis des Conquêtes d'Alexandre et a même écrit sur la comédie attique. 
Il ne reste de ces ouvrages scientifiques que quelques fragments, qui ont été édités :
– avec une traduction en latin par Günther Karl Friedrich Seidel, Eratosthenis Geographicorum fragmenta, Göttingen, 1798 (aperçu sur Google Livres) ;
– et d'une manière plus complète par Gottfried Bernhardy, Eratosthenica, Berlin, 1822 (en ligne sur archive.org).

### Sur la mesure de la Terre
- Cléomède, Théorie élémentaire (De motu circulari corporum caelestium), trad. par Richard Goulet, Paris, J. Vrin, 1980 (Histoire des doctrines de l’Antiquité classique) [présentation sur le site de l'éditeur], (fiche sudoc) ; compte rendu par Maurice Caveing dans Revue d'histoire des sciences, vol. 35, no 2, 1982 p. 165-167.
- Cleomedes' Lectures on Astronomy – A Translation of The Heavens, trad. par Alan C. Bowen et Robert B. Todd, Berkeley, University of California Press, 2004 (fiche sudoc)

### Géographie
- A. Thalamas, La Géographie d'Ératosthène, Paris, 1921.
- (en) Eratosthenes' Geography. Fragments collected and translated, éd. grecque et trad. angl. par Duane W. Roller, Princeton et Oxford, 2010  (ISBN 978-0-691-14267-8) [présentation sur le site de l'éditeur].

### ConstellationsouCatastérismes
- Ératosthène (trad. Pascal Charvet et Arnaud Zucker, postface Jean-Pierre Brunet et Robert Nadal), Le Ciel : Mythes et histoire des constellations. Les Catastérismes, Paris, Nil éditions, 1998, 240 p. (ISBN 978-2-84111-105-3)[32]
- Ératosthène de Cyrène, Catastérismes (texte grec, traduction et commentaire de Jordi Pàmias I Massana et Arnaud Zucker), Paris, Editions des Belles Lettres, 2013 (EAN13 : 9782251005829).

## Hommages
On a donné son nom à l'astéroïde (3251) Ératosthène, ainsi qu'au cratère lunaire Ératosthène et également à un haut bathymétrique au large du Sud de Chypre.